# Aïn El Kebira
Aïn El Kebira, in passato Périgotville, è un comune dell'Algeria, situato nella provincia di Sétif.